# Saint-Franchy
Saint-Franchy est une commune française, située dans le département de la Nièvre en région Bourgogne-Franche-Comté.

## Géographie

### Localisation
Saint-Franchy est situé à 37 km au nord-est de Nevers, son chef-lieu d’arrondissement. Les agglomérations les plus proches sont Moussy, (7 km), et Lurcy-le-Bourg, (7 km). Les routes départementales D 38 et D 181 s’y croisent.
Les communes limitrophes sont : Oulon, Moussy, Crux-la-Ville, Saint-Saulge, Sainte-Marie et Lurcy-le-Bourg.
Le point le plus haut de la commune culmine à 397 mètres d'altitude. Le point le plus bas est à 248 mètres.
La « Nièvre de Saint-Franchy » et la « Nièvre de Saint-Benin-des-Bois » prennent chacune leur source sur les communes du même nom, puis se rejoignent un peu avant le village de Lurcy-le-Bourg pour former la « Nièvre de Prémery » (ou « Petite Nièvre ») qui passe en contrebas de Lurcy-le-Bourg puis rejoint la Nièvre d'Arzembouy au niveau du hameau de Doudoye, sur la commune de Prémery.
Le sous-sol est essentiellement composé de roches calcaires, marnes et gypses.

### Villages, hameaux, lieux-dits, écarts
- Badières (les), Bois du Verne, Carétaderie (la), Château de Saint-Franchy, Montée (la), Montgazon, Quéannerie (la), Sancy et Thionnerie (la)[1].

### Climat
Pour des articles plus généraux, voir Climat de la Bourgogne-Franche-Comté et Climat de la Nièvre.
En 2010, le climat de la commune est de type climat des marges montargnardes, selon une étude du Centre national de la recherche scientifique s'appuyant sur une série de données couvrant la période 1971-2000. En 2020, Météo-France publie une typologie des climats de la France métropolitaine dans laquelle la commune est exposée à un climat océanique altéré et est dans la région climatique  Centre et contreforts nord du Massif Central, caractérisée par un air sec en été et un bon ensoleillement. 
Pour la période 1971-2000, la température annuelle moyenne est de 10,7 °C, avec une amplitude thermique annuelle de 16 °C. Le cumul annuel moyen de précipitations est de 1 005 mm, avec 13,2 jours de précipitations en janvier et 8,5 jours en juillet. Pour la période 1991-2020, la température moyenne annuelle observée sur la station météorologique de Météo-France la plus proche, « Premery », sur la commune de Prémery à 11 km à vol d'oiseau, est de 11,1 °C et le cumul annuel moyen de précipitations est de 911,1 mm. 
La température maximale relevée sur cette station est de 40,5 °C, atteinte le 11 août 2003 ; la température minimale est de −15,1 °C, atteinte le 26 janvier 2007,,. 
Les paramètres climatiques de la commune ont été estimés pour le milieu du siècle (2041-2070) selon différents scénarios d'émission de gaz à effet de serre à partir des nouvelles projections climatiques de référence DRIAS-2020. Ils sont consultables sur un site dédié publié par Météo-France en novembre 2022.

## Urbanisme

### Typologie
Au 1er janvier 2024, Saint-Franchy est catégorisée commune rurale à habitat très dispersé, selon la nouvelle grille communale de densité à sept niveaux définie par l'Insee en 2022.
Elle est située hors unité urbaine et hors attraction des villes,.

### Occupation des sols
L'occupation des sols de la commune, telle qu'elle ressort de la base de données européenne d’occupation biophysique des sols Corine Land Cover (CLC), est marquée par l'importance des territoires agricoles (57,2 % en 2018), une proportion sensiblement équivalente à celle de 1990 (57,3 %). La répartition détaillée en 2018 est la suivante : prairies (46,1 %), forêts (42,8 %), terres arables (11,1 %). L'évolution de l’occupation des sols de la commune et de ses infrastructures peut être observée sur les différentes représentations cartographiques du territoire : la carte de Cassini (XVIIIe siècle), la carte d'état-major (1820-1866) et les cartes ou photos aériennes de l'IGN pour la période actuelle (1950 à aujourd'hui).

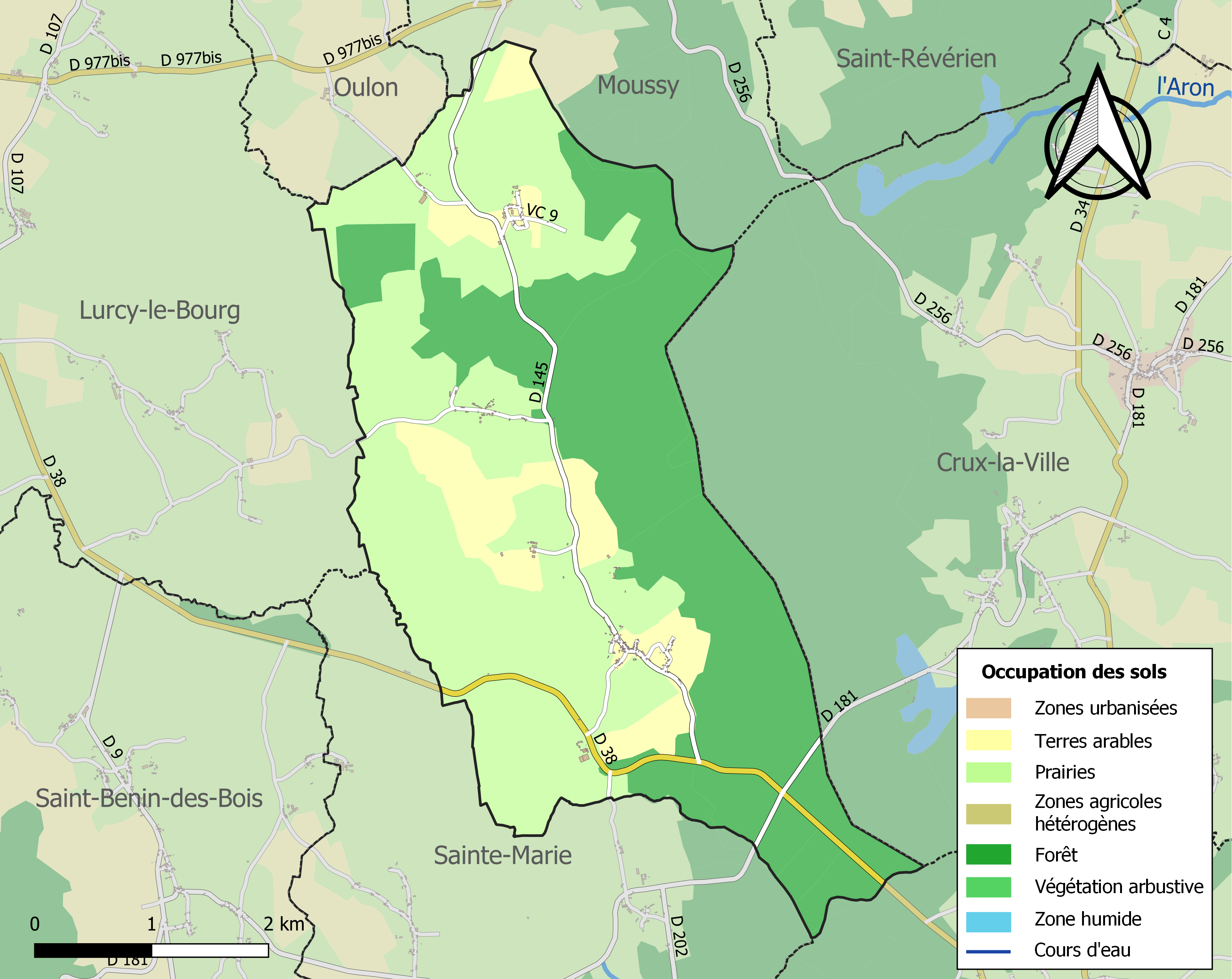
Carte des infrastructures et de l'occupation des sols de la commune en 2018 (CLC).

## Toponymie
De Francoveus, ou Franchy dans sa forme moderne, ermite nivernais ayant vécu au VIIe siècle.
On relève les mentions suivantes du nom de la commune : Abbatia Sancti Francovei (887), Gaufridus de Sancto Franchi (vers 1100), Gaufridus capellanus de Sancto Francoveo (1196), Sanctus-Franschisius (1277), Maison forte de Saint-Francon (1316), Parrochiani de Sancto-Franchisco (1323), Saint-Francy (1337), Saint-Franchy (1372), Sainct-Franchy-en-Eschire (1533), Saint-Franchy-en-Archire (1584), Saint-Franchy-en-Archers (1647) et Saint-Franchy-en-Archere (1689).
Au cours de la période révolutionnaire de la Convention nationale (1792-1795), la commune porte provisoirement le nom de Franchy-les-Fougères.

## Histoire
- La première mention connue du nom de la commune date de 887 : Abbatia Sancti Francovei.
- 1895 : dissolution du conseil municipal, aucune des affaires ne pouvant aboutir, l’assemblée se trouvant partagée en deux fractions égales et contraires[17].
- 24 février 1896 : Pierre Millot, cantonnier à Sancy, est assassiné par l’amant de sa femme, en pleine nuit, entre le château de Montgazon et le hameau de Sancy[18].
- En 1911[19], le nombre d'habitants de Saint-Franchy, qui compte 146 maisons, s'élève à 404 individus. La commune compte un instituteur et une institutrice publics, un curé et trois cantonniers. Il n’y a que quatre commerçants : 1 aubergiste et 3 épiciers. Les artisans sont plus nombreux : 5 charbonniers, 4 maçons, 3 couvreurs, 3 charretiers, 2 maréchaux-ferrants, 2 charpentiers, 2 couturières, 1 charron, 1 menuisier et 1 sabotier. La catégorie socioprofessionnelle la plus représentée est celle des cultivateurs (45 individus, dont 39 exploitent leurs propres terres), suivie par les domestiques (31, dont bon nombre de « servantes »), les journaliers (11), les fermiers (6), les ouvriers (3) et les employés (2). On recense également dans la commune 2 jardiniers, 2 cochers et 2 gardes particuliers. Au total, on relève à Saint-Franchy 24 professions différentes. On n’y trouve, selon le recensement de 1911, ni médecin ni notaire ni sage-femme. Il n’y a aucun étranger dans la commune. Comme souvent dans la Nièvre, plusieurs familles du village accueillent un enfant de l’Assistance publique : il y a 13 « enfants de l’hospice » à Saint-Franchy.

### Curés
- Philippe Pruchot (1619)[20], François Maulgras (1657), François Perrin (1701), Jacques-François Brugnol (1715), Louis Abraham (1748)[21].

### Instituteurs
- Eugène et Francine Doizé (1911).

### Seigneurs
- Joachim Girard (1531)[22], Paul-Louis de Rémigny, chevalier, seigneur, baron de Joux, Billy, Saint-Franchy et autres lieux (1657), Paul-Louis-Jean-Baptiste de Rémigny, chevalier, marquis de Joux, seigneur de Dumphlun, Billy, Saint-Franchy et autres lieux (1742)[21].

## Politique et administration
| Période   | Période   | Identité             | Étiquette       | Qualité               |
| --------- | --------- | -------------------- | --------------- | --------------------- |
| mars 1971 | mars 2001 | Paul Naudin          | Parti Gaulliste | Expert agricole       |
| mars 2001 | mars 2007 | Jean-Dominique Jurik |                 | Retraité              |
| mars 2007 | mars 2008 | Bernard Dontenville  |                 | Retraité              |
| mars 2008 | en cours  | Christian Javelle    | DVG             | Retraité d'Air France |

## Démographie
L'évolution du nombre d'habitants est connue à travers les recensements de la population effectués dans la commune depuis 1793. Pour les communes de moins de 10 000 habitants, une enquête de recensement portant sur toute la population est réalisée tous les cinq ans, les populations de référence des années intermédiaires étant quant à elles estimées par interpolation ou extrapolation. Pour la commune, le premier recensement exhaustif entrant dans le cadre du nouveau dispositif a été réalisé en 2005.

En 2022, la commune comptait 80 habitants, en évolution de +8,11 % par rapport à 2016 (Nièvre : −3,28 %, France hors Mayotte : +2,11 %).
| 1793 | 1800 | 1806 | 1821 | 1831 | 1836 | 1841 | 1846 | 1851 |
| ---- | ---- | ---- | ---- | ---- | ---- | ---- | ---- | ---- |
| 540  | 510  | 453  | 452  | 562  | 550  | 557  | 600  | 583  |

| 1856 | 1861 | 1866 | 1872 | 1876 | 1881 | 1886 | 1891 | 1896 |
| ---- | ---- | ---- | ---- | ---- | ---- | ---- | ---- | ---- |
| 540  | 559  | 552  | 571  | 534  | 535  | 514  | 511  | 469  |

| 1901 | 1906 | 1911 | 1921 | 1926 | 1931 | 1936 | 1946 | 1954 |
| ---- | ---- | ---- | ---- | ---- | ---- | ---- | ---- | ---- |
| 421  | 440  | 404  | 324  | 257  | 225  | 201  | 177  | 178  |

| 1962 | 1968 | 1975 | 1982 | 1990 | 1999 | 2005 | 2006 | 2010 |
| ---- | ---- | ---- | ---- | ---- | ---- | ---- | ---- | ---- |
| 185  | 157  | 117  | 92   | 69   | 59   | 68   | 68   | 73   |

| 2015 | 2020 | 2022 | - | - | - | - | - | - |
| ---- | ---- | ---- | - | - | - | - | - | - |
| 74   | 78   | 80   | - | - | - | - | - | - |

## Lieux et monuments
- Église de Saint-Franchy, reconstruite  – sauf le chœur dont la voûte présente des caractères du XIIe siècle[27].

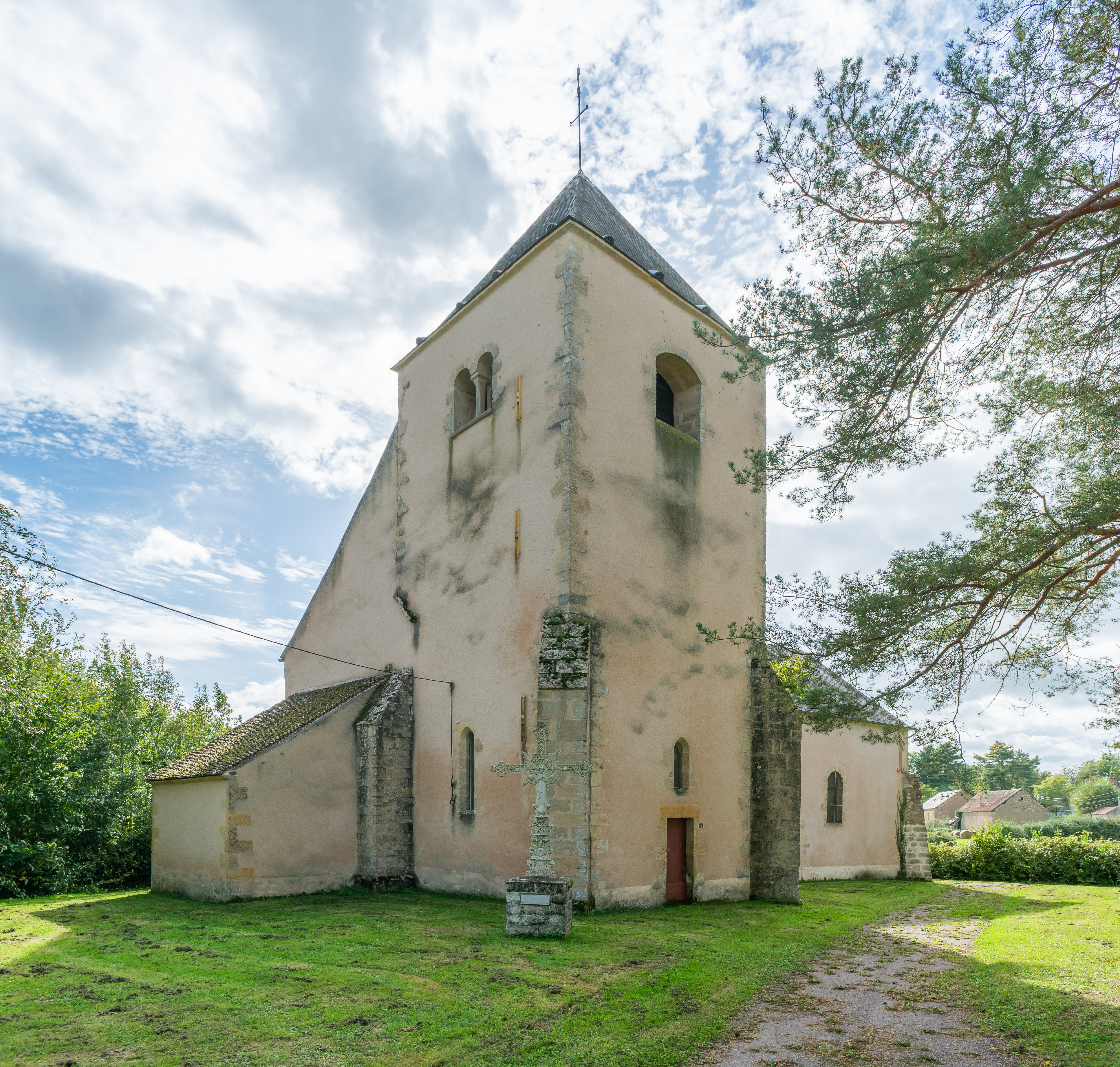
Vue du nord-est.
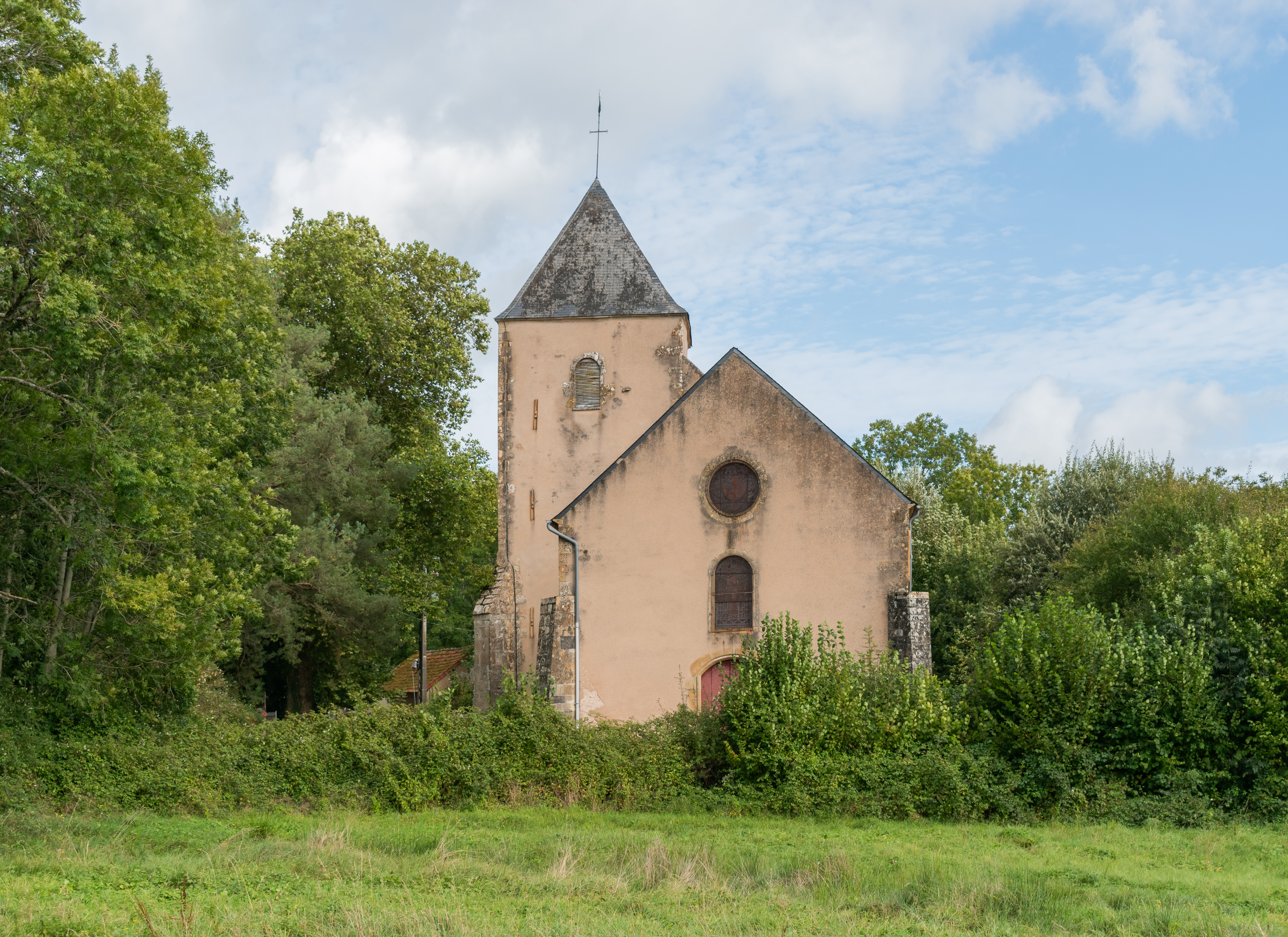
Vue depuis l'ouest.
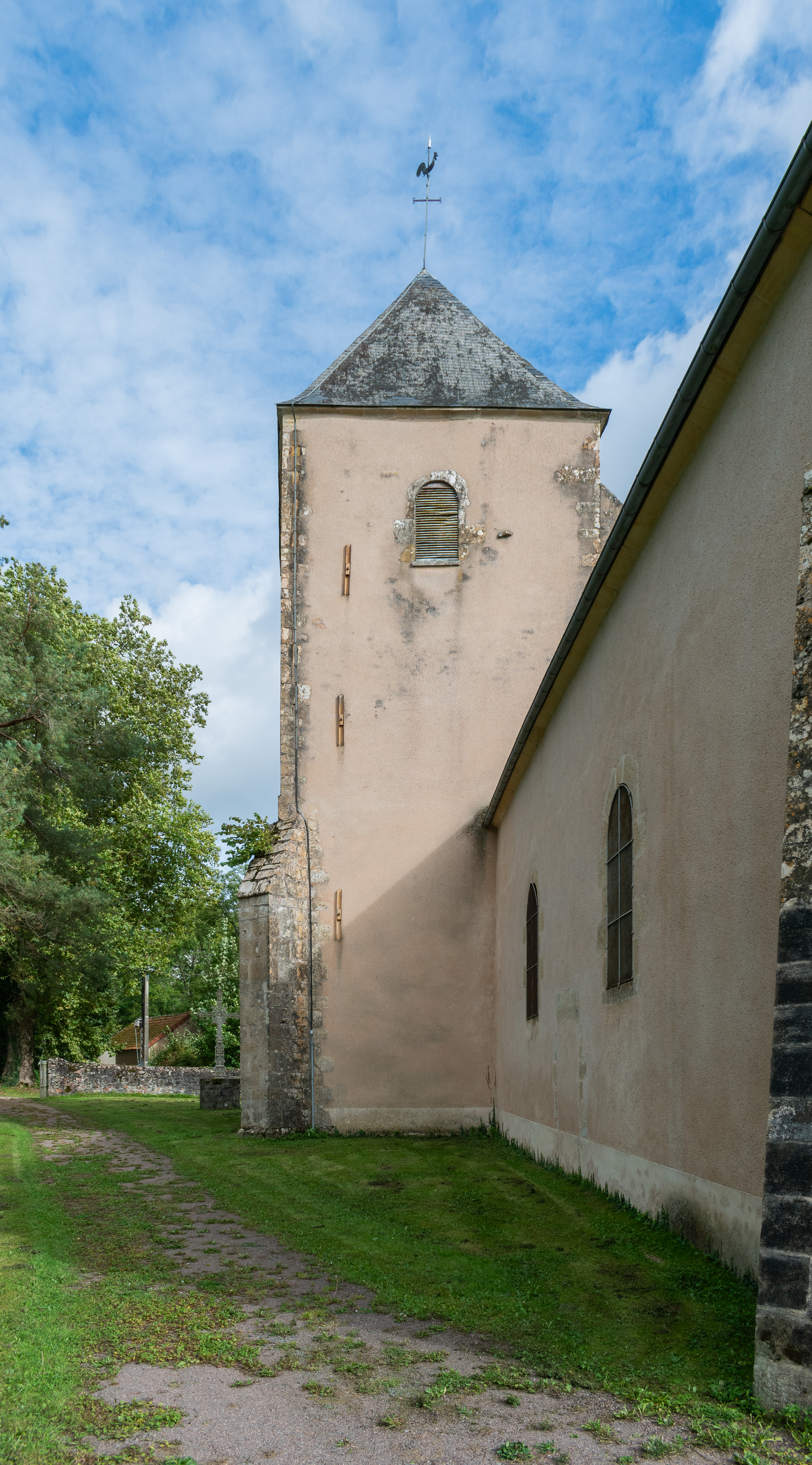
Clocher.
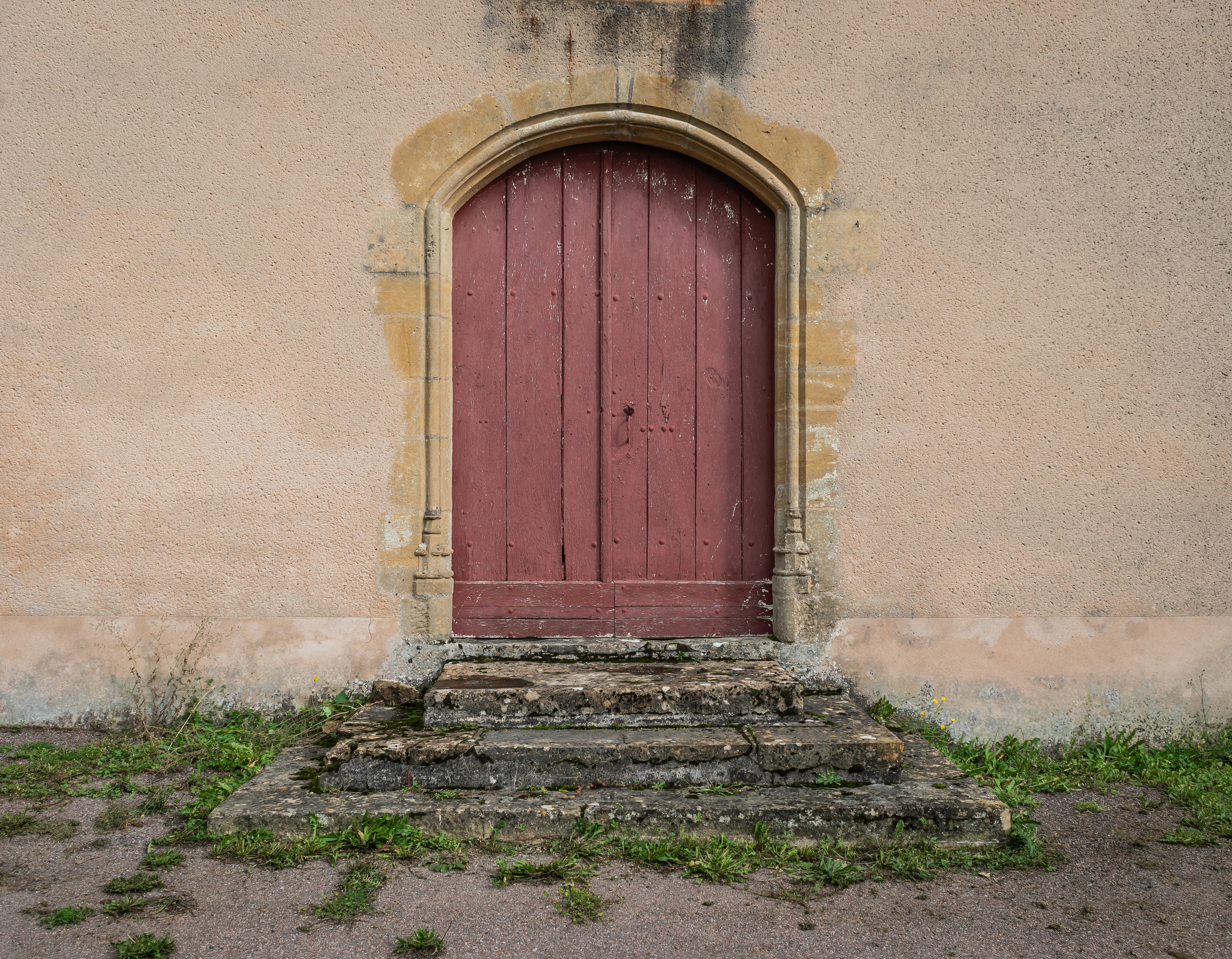
Portail.
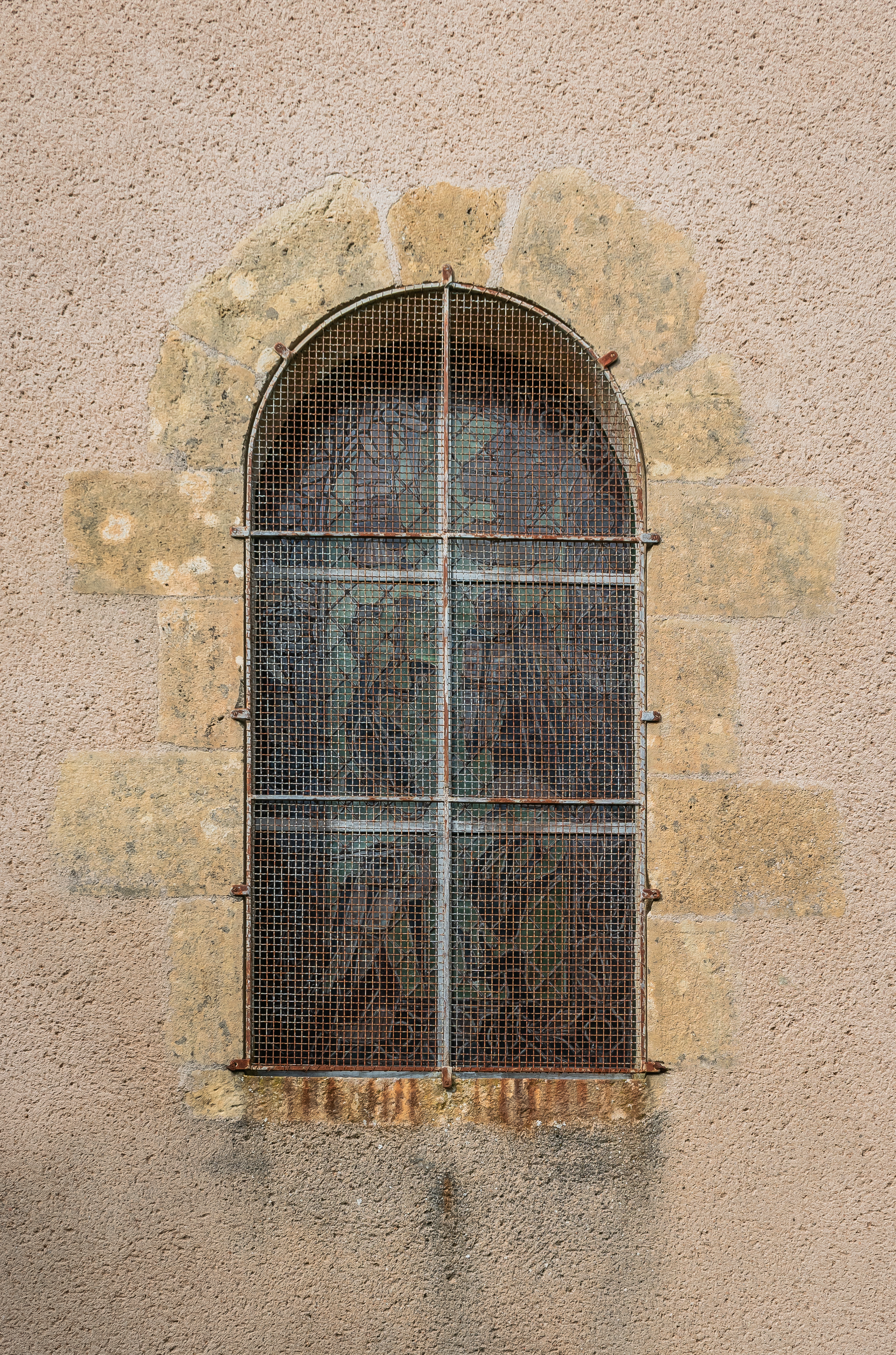
Fenêtre.

- Château du XVIe siècle.

## Personnalités liées à la commune
- Guy Coquille (1523-1603), procureur de justice à Saint-Franchy[28].
- Francis Cornu (1794-1848), auteur dramatique, né à Saint-Franchy.